# Ironičnik
Ironičnik
Ironičnik, sarkaznik (eng. SarcMarc), znak razgodka. Stavlja ga se na kraj rečenice poput upitnika ili uskličnika. Uloga mu je ukazati na ironičnu narav rečenice. Kad je predložen nije još postojao na standardnoj tipkovnici. Oblika je točke u spirali i sliči nezavršenoj okrenutoj šestici.
Izmišljen je zbog potreba prenošenja osobina dijela govorne komunikacije za koju pisani oblik nije imao nadomjestak, jer tekst nije mogao nadomjestiti sve osobine glasa.